# Екопарк «Долина Вовків»
48°34′08″ пн. ш. 23°39′47″ сх. д. / 48.568888888889° пн. ш. 23.663055555556° сх. д.
Екопарк «Долина Вовків» — приватний екопарк в селі Синевирська поляна Закарпатської області.

## Історія
Екопарк створений місцевим приватним підприємцем та утримується нам і його сім'єю власними коштами та за кошти відвідувачів. За словами власника першими мешканцями екопарку були цуценята сірих вовків, яких він викупив у мисливців, вбивших вовчицю. Пізніше із зоопарків м. Харкова переїхали інші вовки. В парку в основному мешкають тварини, які виросли в неволі та не пристосовані для життя в дикій природі. Проте частину з тварин планується випустити в дику природу, зокрема муфлонів, благородних оленів і європейських ланей.
В парку тварини розташовані у вольєрах, які мають буферні зони, перегони.
До парку приносять на реабілітацію ослаблених тварин, які віднайдені в навколишніх лісах. Після реабілітації їх випускають на волю. Зокрема були відпущені косулі, які знесилені зайшли в село до людей в сильні снігопади.

## Тварини
В екопарку, живуть сім'ї чотирьох видів вовків (серед яких сірий, полярний, степовий та канадський), пара левів, пара тигрів амурських, пара рисей, копитні — лами, альпаки, верблюди, благородні олені, плямисті олені, муфлони.
Верблюди («Жора» та «Сніжинка») в екопарк були передані з цирку. Оскільки верблюд був у поганому стані це стало приводом для відвідувачів звернутися до органів державної влади з скаргами на неналежне утримання тварин. Проте зі слів власника, тварини часто попадають в парк в неналежному стані та він займається їх реабілітацією. Перевіркою, проведеною в 2019 році Держекоінспекією в Закарпатській області порушень не встановлено та зазначено, що тварини в екопарку середньої вгодованості, харчуються відповідно до розроблених раціонів. Проте верблюди попали до парку в хворому та недогодоваому стані та перебувають на відгодівлі.
Одна з левиць «Поля» переїхала з приватного звіринця з Ужгорода на перетримку для подальшого переїзду до реабілітаційного центру для левів в ПАР.
Пара рисей прибула в парк від їх власниці з Львівської області, яка за її словами знайшла їх в лісі кошенятами, проте після того як вони підросли не зуміла надати їм належний догляд.